# Lieb und Leid teilen
Lieb und Leid teilen (AaTh -) ist ein Schwank. Er steht in den Kinder- und Hausmärchen der Brüder Grimm ab der 4. Auflage von 1840 an Stelle 170 (KHM 170) und stammt aus Jörg Wickrams Rollwagenbüchlein. Bei Grimm schrieb sich der Titel Lieb und Leid theilen.

## Inhalt
Ein böser Schneider schlägt seine gute Frau, bis er ins Gefängnis kommt. Er muss Besserung geloben, Lieb und Leid mit seiner Frau zu teilen. Er wird rückfällig, doch statt zu schlagen rauft er ihre Haare, wirft ihr Elle und Schere nach. Vor Gericht sagt er, er wollte ihre Haare richten, und mit den Würfen daran erinnern, dass sie ihn nicht verlassen darf, und wenn er sie getroffen habe, sei es ihm lieb gewesen und ihr leid und umgekehrt.

## Herkunft
Grimms Anmerkung verweist neben dem Rollwagenbüchlein auf den Zeitvertreiber und nennt den Eheschwank einen humoristischen Volksscherz wie KHM 162 Der kluge Knecht. Wilhelm Grimm rundete den Text durch den alliterierenden Titel, der im Text wiederholt wird, vermehrte die Ausreden des Schneiders, lässt ihn aber zum Schluss nicht wie in der Vorlage straffrei ausgehen.